# بعقيلة (لكلالشة)
بعقيلة هو دُوَّار يقع بجماعة أحمر لڭلالشة، إقليم تارودانت، جهة سوس ماسة في المملكة المغربية. ينتمي الدوّار لمشيخة لكلالشة التي تضم 22 دوار. يقدر عدد سكانه بـ 1606 نسمة حسب الإحصاء الرسمي للسكان والسكنى لسنة 2004.

## روابط خارجية
- البوابة الوطنية للجماعات الترابية نسخة محفوظة 12 مارس 2018 على موقع واي باك مشين.
- المندوبية السامية للتخطيط